# Algidia marplesi
Algidia marplesi är en spindeldjursart som beskrevs av Forster 1954. Algidia marplesi ingår i släktet Algidia och familjen Triaenonychidae. Inga underarter finns listade i Catalogue of Life.